# Banco de Alicante
El Banco de Alicante fue un banco de la Comunidad Valenciana, con sede en Alicante y red comercial principalmente en esa provincia, que existió entre los años 1965 y 2001, fecha en la que se fusionó con el BBVA, entidad que lo absorbió. Desde 1983 pertenecía en un 99% al Banco Exterior de España (BEX).

## Historia
Fue creado el 1965 por un grupo de empresarios entre los cuales destacaban el exgobernador José Aramburu, Raimundo Fernández Cuesta y José Albert. Su intención era hacer de contrapeso frente a las sucursales de otras entidades financieras de fuera de Alicante establecidas en la provincia. Más adelante, José Fons Antón fue el encargado de impulsar la entidad, creando el lema El Banco de Alicante para los Alicantinos y consiguiendo incrementar el número de pequeños accionistas locales.
Otra personalidad destacada de la entidad fue Juan Bautista Torregrosa Roselló, promotor inmobiliario local y fundador de la empresa Calpisa, que formó parte del primer equipo directivo de la entidad y aportó toda su experiencia en el sector inmobiliario, facilitando el protagonismo de la entidad durante el boom constructor de los años 70. Este hecho provocó que la entidad pudiera expandirse abriendo oficinas por toda la provincia, y en 1979 se realizó una primera ampliación de capital.
La primera sucursal se abrió en Alcoy, después en Villafranqueza, Villena, Elche, Jávea, Castalla, Benidorm y Aspe, entre otros. En Alicante, compró la finca donde se encontraba el antiguo Cine Capitol, antiguamente Salón España, donde levantaron la sede central de la compañía. Más adelante, disputas entre miembros del equipo directivo provocaron algunos cambios a la entidad, que tuvieron como consecuencia la entrada en el capital del Banco Popular. Para evitar las inspecciones del Banco de España y las limitaciones de los estatutos de la propia entidad, la operación se hizo mediante una empresa pantalla, Calpisa.
El 1971 Jordi Pujol adquirió un paquete mayoritario de acciones, haciéndose con el control de la entidad. Después del caso Banca Catalana, tras una inspección del Banco de España iniciada en 1982, la entidad pasó al Fondo de Garantía de Depósitos y seguidamente al Banco Exterior de España, que reflotó la entidad.
Durante los años 80 el banco tuvo varios problemas financieros y se planteó su posible venta o fusión con el Banco de Valencia. Durante los años 90 varias cajas catalanas se plantearon la compra de la entidad.
Más adelante, siendo ya propiedad en un 99% de Argentaria, pasó a formar parte del Grupo BBVA. Los accionistas del Banco de Alicante intercambiaron tres acciones de BBVA por cada dos acciones del banco de origen. En el momento de la fusión la entidad tenía 101 oficinas y 546 empleados.